# Бурратор
Бурратор — община в Англии, в графстве Девон. Ее территория полностью входит в Дартмур, одного из 13 национальных парков Англии и Уэльс.
Община было создано путем объединения трех старейших общин Миви, Шипстор и Волгемптон в 1999 году.

## География
Значительная часть территории общины представляет собой вересковое пустошь. Возле деревни Миви находится Бурраторське водохранилище, которое является основным источником воды для Плимут. Оно построено на самой большой реке общины Миви.

## Население
Это одна из наименее заселенных общин Англии. В 2001 году население составляло 1540 человек и упало до 1445 в 2011 году.

## История
Название общины происходит от топонима небольшого холма с плоской верхушкой «скала Бурра» (англ. Burra Tor), который находится вблизи южного конца водохранилища.
Побратимом общины является муниципалитет Матье в Нижней Нормандии (Франция).
В Бурраторе умер и похоронен Джеймс Брук — первый Раджа Саравака.